# Страхил Стойчев
Страхил Георгиев Стойчев е български лекар и театрален критик.

## Биография
Роден е през 1917 г. в село Кермен, Сливенско. През 1944 г. завършва медицина в Софийския университет. Тема на дисертацията му е „Дисковата херния и нейното консервативно лечение“. Работи като лекар в София, Варна, Костенец, село Ведраре, завеждащ нервно отделение в Окръжния балнеосанаториум в село Павел баня.
Автор е на студии за оперните певци Христина Морфова, Цветана Табакова, Стефан Македонски, Анна Тодорова, Петър Золотович. Пише статии посветени на театралното и оперно изкуство, балетни либрета.
Личният му архив се съхранява във фонд 146К в Централен държавен архив. Той се състои от 48 архивни единици от периода 1899 – 1979 г.